# Максимовщина (Полтавская область)
Максимовщина (укр. Максимівщина) — село,
Воронинцевский сельский совет,
Оржицкий район,
Полтавская область,
Украина.
Код КОАТУУ — 5323680404. Население по переписи 2001 года составляло 49 человек.

## Географическое положение
Село Максимовщина находится на правом берегу реки Слепород,
выше по течению примыкает село Лазорки,
ниже по течению примыкает село Казачье.
По селу протекает пересыхающий ручей с запрудой.

## История
Максимовщина (хутор Максимовский) возник при слиянии хуторов: Шевлянского, Латинского и Эндутного между 1880 и 1910 годами